# Microxenops milleri
A Microxenops milleri a madarak (Aves) osztályának verébalakúak (Passeriformes) rendjébe, valamint a fazekasmadár-félék (Furnariidae) családjába és a fazekasmadár-formák (Furnariinae) alcsaládjába tartozó Microxenops nem egyetlen faja.

## Rendszerezése
A fajt Frank Chapman amerikai ornitológus írta le 1914-ben. Jelenlegi besorolása vitatott, egyes szervezetek a Xenops nembe sorolják Xenops milleri néven.

## Előfordulása
Dél-Amerikában, Bolívia, Brazília, Kolumbia, Ecuador, Francia Guyana, Peru, Suriname és Venezuela területén honos. Természetes élőhelyei a szubtrópusi vagy trópusi síkvidéki esőerdők és mocsári erdők.

## Megjelenése
Testhossza 11 centiméter, testtömege 12-13 gramm.

## Természetvédelmi helyzete
Az elterjedési területe rendkívül nagy, egyedszáma pedig stabil. A Természetvédelmi Világszövetség Vörös listáján nem fenyegetett fajként szerepel.